# 波戈列洛夫卡农村居民点
波戈列洛夫卡农村居民点（俄语：Погореловское сельское поселение）是俄罗斯联邦别尔哥罗德州科罗恰区所属的一个农村居民点。其下辖有3个居民点，行政中心为波戈列洛夫卡。据2016年统计，该农村居民点的人口为2981人。